# 蒲甘王
蒲甘王（1811年6月11日—1880年3月14日），缅甸贡榜王朝第九代国王，1846年至1853年在位。

## 生平
蒲甘王为沙耶瓦底王的儿子。1842年，获得蒲甘作为自己的封地，故而得名。沙耶瓦底王死后，他在权力斗争中取得胜利，成为缅王，并杀害了与他竞争的兄弟们。蒲甘王在位期间对英国持敌对态度，第二次英缅战争爆发。缅甸被英国战败，勃固省被英国占领。蒲甘王同父异母的兄弟敏东反对缅甸抵抗英国，并建议蒲甘王与英国和谈，后来，敏东推翻并废黜了蒲甘王，同时释放了被蒲甘王逮捕的欧洲人。